# 希格斯玻色子
希格斯玻色子（英語：Higgs boson）是標準模型裏的一種基本粒子，是一種玻色子，自旋為零，宇稱為正值，不帶電荷、色荷，極不穩定，生成後會立刻衰變。希格斯玻色子是希格斯場的量子激發。根據希格斯機制，基本粒子因與希格斯場耦合而獲得質量。假若希格斯玻色子被證實存在，則希格斯場應該也存在，而希格斯機制也可被確認為基本無誤。:401-405
物理學者用了四十多年時間尋找希格斯玻色子的蹤跡。大型強子對撞機（LHC）是全世界至今為止最昂貴、最複雜的實驗設施之一，其建成的一個主要任務就是尋找與觀察希格斯玻色子與其他粒子。2012年7月4日，歐洲核子研究組織（CERN）宣布，LHC的緊湊渺子線圈（CMS）探测到质量为125.3±0.6GeV的新玻色子（超過背景期望值4.9个标准差），超環面儀器（ATLAS）测量到质量为126.5GeV的新玻色子（5个标准差），这两種粒子极像希格斯玻色子。2013年3月14日，歐洲核子研究組織發表新聞稿正式宣布，先前探測到的新粒子暫時被確認是希格斯玻色子，具有零自旋與偶宇稱，這是希格斯玻色子應該具有的兩種基本性質，但有一部分實驗結果不盡符合理論預測，更多數據仍在等待處理與分析。
希格斯玻色子是因物理學者彼得·希格斯而命名。他是於1964年提出希格斯機制的六位物理學者中的一位。2013年10月8日，因為“次原子粒子質量的生成機制理論，促進了人類對這方面的理解，而且最近由歐洲核子研究組織屬下大型強子對撞機的超環面儀器及緊湊緲子線圈探測器發現的基本粒子證實”，弗朗索瓦·恩格勒、彼得·希格斯榮獲2013年諾貝爾物理學獎。

## 概述

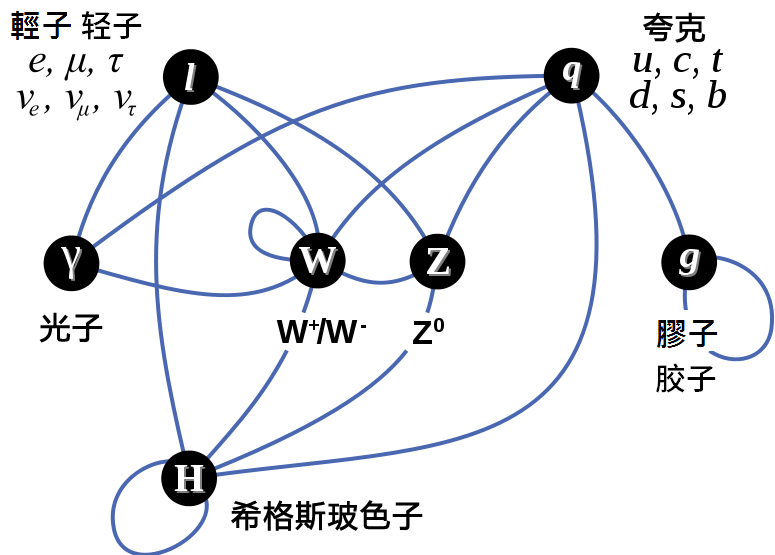
基本粒子間交互作用關係

本篇文章將希格斯玻色子簡稱為「希子」。

### 標準模型
在粒子物理學裏，標準模型是一種被廣泛接受的框架，可以描述強力、弱力及電磁力這三種基本力及組成所有物質的基本粒子。除了引力以外，標準模型可以合理解釋這世界中的大多數物理現象。:49-52:603-604
早期的標準模型所倚賴的規範場論闡明，基本力是源自於規範不變性，是由規範玻色子來傳遞。規範場論嚴格規定，規範玻色子必須不帶有質量，因此，傳遞電磁相互作用的規範玻色子（光子）不帶有質量。光子的質量的確經實驗證實為零。藉此類推，傳遞弱相互作用的規範玻色子（W玻色子、Z玻色子）應該不帶有質量，可是實驗證實W玻色子與Z玻色子的質量不為零，這顯示出早期模型不夠完善，因此須要建立特別機制來賦予W玻色子、Z玻色子它們所帶有的質量。:372-373

### 希格斯機制
在1960年代，幾位物理學者研究出一種機制，其能夠利用自發對稱性破缺來賦予基本粒子質量，同時又不會牴觸到規範場論。這機制被稱為希格斯機制，希格斯機制已被實驗證實。但是，物理學者仍舊不清楚關於希格斯機制的諸多細節。
這機制假定宇宙遍佈著希格斯場，其能夠與某些基本粒子相互作用，並且利用自發對稱性破缺使得它們獲得質量。相關理論在70年代被納入粒子物理學的標準模型。

### 希格斯玻色子
希子是伴隨著希格斯場的帶質量玻色子，是希格斯場的量子激發。假若能證實希子存在，就可以推論希格斯場存在，就好像從觀察海面的波浪可以推論出海洋的存在。不僅如此，希格斯機制也可被確認為基本無誤。在那時期，雖然還沒有任何直接證據可以證實希格斯粒子存在，由於希格斯機制所給出的準確預測，物理學者認為，希格斯機制極有可能正確無誤。到了1980年代，希格斯粒子的存在與否已成為在粒子物理學裏最重要的未解決的物理學問題之一。:7-9
標準模型明確指出，希子的存在很難證實。與其它粒子相比較，製造希子需要極大的碰撞能量，必須建造超級粒子加速器來提供這樣大的能量，而且，每一次碰撞製造出其它粒子的可能性比製造出希子的可能性大很多，即使希子被製成，它也会非常迅速地衰变成別的粒子（平均壽命為1.56×10−22 s），因此难以被检测到，只能倚靠辨認與分析衰變產物，才可推斷出它們大概是源自於希子，而不是源自於其它粒子。此外，很多其它種衰變過程也會顯示出類似的跡象，這使得尋找希子有如大海撈針。只有依靠先進的超級粒子加速器與精準的探測器，物理學者才可觀測數之不盡的粒子碰撞事件，將獲得的紀錄數據加以分析，尋找出希子的蛛絲馬跡，然後再進一步分析，計算希子存在的可能性，確定所得到的結果絕對不是來自偶發事件。
再華麗、再精緻的理論，也需要通過實驗加以證實，才會被正式接受，否則只能視為高談大論。物理學者很希望能夠證實希子是否存在。但是，早先從實驗得到的數據只能讓他們判別希子是否可能存在於某個質量值域。為了彌補這不足，歐洲核子研究組織在瑞士建成了大型強子對撞機（LHC）。它是全世界最先進的粒子加速器。它的主要研究目標之一就是證實希子是否存在。
2013年，LHC的物理學者已確定發現希子，這發現強烈支持某種希格斯場瀰漫於空間。當今，LHC仍舊在如火如荼地蒐集數據，試圖明白希格斯場的性質。

## 理論發展史
| 左圖：5位榮獲2010年櫻井獎的物理學者：從左至右，基博爾、古拉尼、哈庚、恩格勒、布繞特。右圖：第6位榮獲2010年櫻井獎的物理學者：希格斯。 |

物理學者認為物質是由基本粒子組成，這些基本粒子彼此之間相互影響的基本力有四種。根據規範場論，為了滿足局域規範對稱性，必須引入傳遞基本力的規範玻色子。特別而言，傳遞電磁力的規範玻色子就是光子。1954年，楊振寧與羅伯特·米爾斯試圖將這關於電磁力的點子延伸至其他種基本力，他們提出了楊-米爾斯理論，但是規範場論預測規範玻色子的質量必須為零，而零質量玻色子傳遞的是類似電磁力的長程力，不適用於像弱核力或強核力一類的短程力。:212
怎樣才能夠使得傳遞短程力的規範玻色子獲得質量？物理學者在凝聚態物理學的超導理論裏找到重要暗示。1950年，俄國物理學者維塔利·金茲堡與列夫·郎道提出金兹堡-朗道理論，他們建議，在超導體裏，瀰漫著一種特別的場，能夠使得光子獲得有效質量，但他們並沒有明確地描述這特別場。1957年，約翰·巴丁、利昂·庫珀、約翰·施里弗共同創建了BCS理論，他們認為，由電子組成的庫珀對，形成了這特別場。規範對稱性被這特別場隱藏起來，因此造成自發對稱性破缺──雖然對稱性仍舊存在於描述這物理系統的方程式，但是方程式的某種解並不具有這對稱性。:213-215
南部陽一郎於1960年將自發對稱性破缺的概念引入粒子物理學。他建議，假定夸克與反夸克的質量為零，則生成它們的能量成本很低，如同電子們在超導體裏凝聚為庫珀對，它們會在真空裏凝聚為夸克對，使得強相對作用的手徵對稱性被打破，夸克會因此獲得質量。他又指出，在這機制裏，還會出現一種新的零質量玻色子，即π介子，由於上夸克、下夸克的質量不等於零，π介子的實際質量不等於零，只是比其他種介子的質量都輕很多。:669-670:31962年，傑福瑞·戈德斯通提出戈德斯通定理，對於這類零質量玻色子的性質給予描述。根據這定理，當連續對稱性被自發打破後必會生成一種零質量玻色子，稱為戈德斯通玻色子。帶質量粒子比較難製成，粒子加速器必須使用很高的能量來碰撞製成帶質量粒子。零質量粒子案例跟重質量粒子案例不同，零質量粒子很容易製成，或者可從缺失能量或動量推測其存在。然而，事實並非如此，物理學者無法做實驗找到其存在的任何蛛絲馬跡，這事實意味著整個理論可能有瑕疵。:378-3811963年，菲利普·安德森發表論文指出，對於非相對論性的超導體案例，假若是規範對稱性被打破，則不一定會出現戈德斯通玻色子，他進一步猜測，這機制應該可以加以延伸來處理相對論性案例，但他並沒有明確地給出一個相對論性案例。這論述遭到未來諾貝爾化學獎得主沃特·吉爾伯特強烈反對。:3
1964年，弗朗索瓦·恩格勒和羅伯特·布繞特領先於8月，緊接著，彼得·希格斯於10月，隨後，傑拉德·古拉尼、卡爾·哈庚和湯姆·基博爾於11月，這三個研究小組分別獨立地發表論文，宣布研究出相對論性模型。古拉尼於1965年、希格斯於1966年、基博爾於1967年，又分別更進一步發表論文探討這模型的性質。這三篇1964年論文共同表明，假若將局部規範不變性理論與自發對稱性破缺的概念以某種特別方式連結在一起，則規範玻色子必然會獲得質量。1967年，史蒂文·溫伯格與阿卜杜勒·薩拉姆各自獨立地應用希格斯機制來打破電弱對稱性，並且表述希格斯機制怎樣能夠併入稍後成為標準模型一部分的謝爾登·格拉肖的電弱理論。溫伯格指出，這過程應該也會使得費米子獲得質量。:3
關於規範對稱性的自發性破缺的這些劃時代論文，最初並沒有得到學術界的重視，因為大多數物理學者認為，非阿貝爾規範理論是個死胡同，無法被重整化。1971年，荷蘭物理學者馬丁紐斯·韋爾特曼與傑拉德·特·胡夫特發表了兩篇論文，證明楊-米爾斯理論（一種非阿貝爾規範理論）可以被重整化，不論是對於零質量規範玻色子，還是對於帶質量規範玻色子。自此以後，物理學者開始接受這些理論，正式將這些理論納入主流。:5
從這些理論孕育出的電弱理論與改善後的標準模型，正確地預測了弱中性流、W玻色子、Z玻色子、頂夸克、魅夸克，並且準確地計算出其中一些粒子的性質與質量。很多在這領域給出重要貢獻的物理學者後來都獲得了諾貝爾物理學獎與其它享有聲望的獎賞。發表於《現代物理評論》的一篇1974年文章表示，至今為止，這些理論推導出的答案符合實驗結果，但是，這些理論到底是否正確仍舊無法確定。:9,36(footnote),43–44,47 權威著作《希格斯狩獵者指南》的作者指明，標準模型擁有驚人的成功。現今，粒子物理學的核心問題就是了解希格斯區的相關理論。

### 物理評論快報1964年論文
六位物理學者分別發表的三篇論文，在《物理評論快報》50周年慶祝文獻裏被公認為里程碑論文。2010年，他們又榮獲理論粒子物理學櫻井獎。同年，在他們之間，又發生了一點爭執，萬一因此獲得諾貝爾物理學獎，由於每一年只能授予給三位傑出人士，而現在有六位人士做出了關鍵貢獻，到底應該頒發物理學最榮譽的獎給哪三位人士？（結果，弗朗索瓦·恩格勒和彼得·希格斯獲得了2013年諾貝爾物理學獎。）
1964年8月，恩格勒團隊發表了三頁論文，他們假定存在有複值標量場（即希格斯場），其數值在量子真空裏不等於零，然後使用費曼圖方法演示出規範玻色子怎樣獲得質量。恩格勒團隊並沒有提到任何關於希子的信息。:221-222稍後，希格斯獨立發表論文概述怎樣能夠應用局域規範對稱性來迴避戈德斯通定理，他並沒有給出模型明確顯示戈德斯通玻色子被抵銷。不久之後，希格斯發表第二篇論文，他更仔細的表述這迴避方法，給出一個可行模型，並且用這模型演示出規範向量場怎樣吃掉戈德斯通玻色子，因此獲得質量。他將這篇論文被呈送給《物理快報》，但是令人驚訝地沒有被接受。他無法理解，為什麼同樣的學術刊物，會接受一篇關於「帶質量規範玻色子可能存在」的論文，又會否決一篇描述「帶質量規範玻色子實際模型」的文章。希格斯不因此而氣餒，他又添加了一些內容，從他給出的模型，他預測另外存在一種帶質量玻色子，後來知名為「希格斯玻色子」:223-224希格斯的1966年論文推導出希子的衰變機制；只有帶質量玻色子可以衰變，假若找到衰變的跡象，就可以證實希子存在。:4-5
古拉尼團隊論文提到了恩格勒團隊與希格斯先前分別獨立發表的論文。古拉尼團隊論文是唯一對於整個希格斯機制給出完整分析的論文。這論文也推導出希子的存在，但是希格斯的希子具有質量，而古拉尼團隊的希子不具有質量，這結果令人疑問兩種希子是否相同。在2009年與2011年發表的兩篇論文中，古拉尼解釋，在古拉尼團隊給出的模型裏，取至最低階近似，玻色子的質量為零，但是這質量的數值沒有被任何理論限制；取至較高階，玻色子可以獲得質量。
希格斯機制不但解釋了規範玻色子怎樣獲得質量，還預測這些玻色子與標準模型的費米子之間的耦合。經過在大型正负电子对撞机（LEP）和史丹佛線性加速器（SLAC）做精密測量實驗，很多預測都已經核對證實，因此確認大自然實際存在這一機制。但物理學者仍舊不清楚希格斯機制到底是怎樣發生，他們希望能從尋找希子所得到的結果獲得一些這方面的證據。

## 理論

希格斯勢與希格斯場 的關係形狀好像一頂墨西哥帽。帽頂為希格斯勢的局域最大值，其希格斯場為零；帽子谷底的任意位置為希格斯勢的最小值，其希格斯場不為零。對於繞著帽子中心軸 的旋轉，帽頂的位置不變，而帽子谷底的任意位置會改變，因此帽頂具有旋轉對稱性，而帽子谷底的任意位置不具有旋轉對稱性。

量子力學的真空與一般認知的真空不同。在量子力學裏，真空並不是全無一物的空間，虛粒子會持續地隨機生成或湮滅於空間的任意位置，這會造成奧妙的量子效應。將這些量子效應納入考量之後，空間的最低能量態，是在所有能量態之中，能量最低的能量態，又稱為基態或「真空態」。最低能量態的空間才是量子力學的真空。描述物理系統的方程式所具有的對稱性，這最低能量態可能不具有，這現象稱為自發對稱性破缺。
在標準模型裏，為了滿足局域規範不變性，規範玻色子的質量必須設定為零；但這不符合實驗觀察結果──W玻色子與Z玻色子都已經通過做實驗檢驗確實擁有質量。因此，這些玻色子必須倚賴其它種機制或作用來獲得質量。
如右圖所示，假定有一種遍佈於宇宙的複值希格斯場 {\displaystyle \phi } ，而希格斯勢與希格斯場 {\displaystyle \phi } 的關係形狀好似一頂墨西哥帽，最低能量態不在帽頂，而是在帽子谷底，在這裡有無窮多個簡併的最低能量態，其對應的希格斯場不等於零。每一個最低能量態位置都不具有旋轉對稱性。在這無窮多個最低能量態之中，只有一個最低能量態能夠被實現，旋轉對稱性因此被打破，造成自發對稱性破缺，因此使規範玻色子獲得質量，同時生成一種零質量玻色子，稱為戈德斯通玻色子，而希子則是伴隨著希格斯場的粒子，是希格斯場的振動。但這戈德斯通玻色子並不符合實際物理。通過選擇適當的規範，戈德斯通玻色子會被抵銷，只存留帶質量希子與帶質量規範玻色子。總括而言，利用自發對稱性破缺，使得規範玻色子獲得質量，這就是希格斯機制。在所有可以賦予規範玻色子質量，而同時又遵守規範理論的可能機制中，這是最簡單的機制。:378-381
按照希格斯機制，複值希格斯場（兩個自由度）與零質量規範玻色子（橫場，如同光子一樣，具有兩個自由度）被變換為帶質量標量粒子（希子，一個自由度）與帶質量規範玻色子（戈德斯通玻色子變換為一個縱場，加上先前的橫場，共有三個自由度），自由度守恆。
費米子也是因為與希格斯場相互作用而獲得質量，但它們獲得質量的方式不同於W玻色子、Z玻色子的方式。在规范场论裏，為了滿足局域規範不變性，必須設定費米子的质量為零。通過湯川耦合，費米子也可以因為自發對稱性破缺而獲得質量。:689ff

### 標準模型希子的性質
稍微複雜一點，但更實際一點，在最小標準模型（minimal standard model）裏，希格斯場是複值二重態，是由兩個複值標量場，或四個實值標量場組成，其中，兩個帶有電荷，兩個是中性。在這模型裏，還有四個零質量規範玻色子，都是橫場，如同光子一樣，具有兩個自由度。總合起來，一共有十二個自由度。自發對稱性破缺之後，一共有三個規範玻色子會獲得質量、同時各自添加一個縱場，總共有九個自由度，另外還有一個具有兩個自由度的零質量規範玻色子，剩下的一個自由度是帶質量的希子。三個帶質量規範玻色子分別是W+、W-和Z玻色子。零質量規範玻色子是光子。:1-3由於希格斯場是標量場（不會因勞侖茲變換 而改變），希子不具有自旋。希子不帶電荷，是自己的反粒子，具有CP-偶性。:401-405:7,8
標準模型並沒有預測希子的質量。假若質量在115和180 GeV之間，則能量尺度直到普朗克尺度（1019 GeV）上限，標準模型都有效。:7,8基於標準模型的一些不令人滿意的性質，許多理論學者認為後標準模型的新物理會出現於TeV能量尺度。希子（或其他的電弱對稱性破缺機制）能夠具有的質量的尺度上限是1.4 TeV；超過此上限，標準模型變得不相容，因為對於某些散射過程違反了么正性。現今，學術界有超過一百種不同關於希格斯質量的理論預測。
理論而言，希子的質量或許可以間接估計。在標準模型裏，希子會造成一些間接效應。最值得注意的是，希格斯迴路會造成W玻色子質量和Z玻色子質量的小額度修正。通過整體擬合從各個對撞機獲得的精密電弱數據，可以估計希子的質量為94+29
−24 GeV，或小於152 GeV，置信水平95%。:12-14
希子可能會與前面提到的標準模型粒子相互作用，但也可能會與詭祕的大質量弱相互作用粒子相互作用，形成暗物質，這在近期天文物理學研究領域裏，是很重要的論題。

### 希子的製備
粒子對撞機嘗試通過碰撞兩束高能量粒子的方式來製備希子。實際物理反應依使用的粒子與碰撞能量而定。最常發生的反應為
| 希子生成的費曼圖 | 希子生成的費曼圖 |
| ---------------- | ---------------- |
| 膠子融合         | 希子制動輻射     |
| 向量玻色子融合   | 頂夸克融合       |

- 膠子融合：膠子是負責傳遞強交互作用的玻色子。它們把重子內部的夸克捆綁在一起。假若碰撞粒子為重子，例如，在兆電子伏特加速器裏的質子與反質子，或在大型強子對撞機裏的質子，則最有可能發生兩個膠子（{\displaystyle g} ）碰撞在一起。製備希子最簡單的方法就是兩個膠子碰撞後，經過虛夸克圈而形成希子。由於希子與粒子的耦合跟粒子的質量成正比，粒子質量越大，融合反應越容易發生。實際而言，只需要考慮虛頂夸克（{\displaystyle t} ）與虛底夸克（{\displaystyle b} ）的貢獻，它們是質量最大的兩種夸克。在兆電子伏特加速器、大型強子對撞機裏，這是主要反應，比任何其它反應的發生次數多十倍以上。[51][52]
- 希子制動輻射：假若基本費米子（{\displaystyle f} ）與其反費米子（{\displaystyle {\overline {f}}} ）相碰撞，例如夸克與反夸克相碰撞，或電子與正電子相碰撞，則會形成一個虛W玻色子或虛Z玻色子，假若帶有足夠能量，則可能會發射出希子。在大型正负电子对撞机裏，這是主要反應，電子與正電子相碰撞形成虛Z玻色子。在兆電子伏特加速器裏，這是第二主要反應。在大型強子對撞機裏，這是第三主要反應，因為是兩束質子相碰撞，與兆電子伏特加速器相比，大型強子對撞機比較不容易製備夸克與反夸克相碰撞。[51][52][53]
- 向量玻色子融合：兩個夸克分別發射一個W玻色子或Z玻色子，然後以 {\displaystyle W^{+}W^{-}} 或 {\displaystyle ZZ} 方式合併形成一個中性希子。在大型正负电子对撞机、大型強子對撞機裏，這是第二主要反應。例如，上夸克與下夸克分別發射 {\displaystyle W^{+}} 與 {\displaystyle W^{-}} ，然後以 {\displaystyle W^{+}W^{-}} 方式合併形成一個中性希子。[51][53]
- 頂夸克融合：兩個膠子（{\displaystyle g}）分別衰變為兩個頂夸克（{\displaystyle t} ）反頂夸克（{\displaystyle {\overline {t}}} ）粒子對，然後 {\displaystyle t} 與 {\displaystyle {\overline {t}}} 合併形成一個中性希子（{\displaystyle H^{0}} ）。這反應的發生次數很少（低過兩個數量級）。 [51][52]

### 希子的衰變

標準模型所預測的希子衰變寬度與質量有關

標準模型所預測的希子的幾種不同衰變模式的分支比與質量有關

在量子力學裏，假若粒子有可能衰變成一組質量較輕的粒子，則這粒子必會如此衰變。衰變發生的機率與幾種因素有關：質量差值、耦合強度等等。標準模型已將大多數這些因素設定，希子質量是一個例外。假設希子質量為126 GeV，則標準模型預測平均壽命（mean lifetime）大約為1.6×10−22 秒。
由於希子會與每一種「已知」帶質量基本粒子相互作用，希子有很多種不同的衰變道。每種衰變道都有其發生的機率，稱為分支比（branching ratio），定義為這種衰變道發生的次數除以總次數。右圖展示出，標準模型預測的幾種不同衰變模式的分支比與質量之間的關係。
在這幾種希子衰變道之中，有一種衰變道是分裂為費米子反費米子對。對於希子衰變，產物質量越大，則耦合強度越大（呈線性或平方關係）。:401-405因此，希子比較可能衰變為較重的費米子，希子應該最常衰變為頂夸克反頂夸克對。但是，這種衰變必須遵守運動學約束，即希子質量必須大於346 GeV，頂夸克質量的兩倍。假設希子質量為126 GeV，則標準模型預測最常發生的衰變為底夸克反底夸克對，機率為56.1%。第二常發生的衰變是陶子反陶子對，機率為6%。
希子也有可能分裂為一對帶質量規範玻色子。對於這模式，希子最有可能衰變為一對W玻色子，假設希子質量為126 GeV，則機率為23.1%。在這之後，W玻色子可以衰變為夸克與反夸克，或者，衰變為輕子與微中子。這最後一種模式不能被重建，因為無法探測到微中子。希子衰變為一對Z玻色子會給出較乾淨的訊號，若果Z玻色子會繼續衰變為易探測的帶電荷輕子反輕子對（電子或緲子）。假設希子質量為126 GeV，則機率為2.9%。
希子還可能衰變為零質量膠子，但是中間需要經過夸克圈。對於這模式，最常會經過頂夸克圈，因為頂夸克最重，也因為如此，雖然這是個單圈圖（one-loop diagram），而不是樹圖（tree-level diagram），它發生的衰變機率仍舊可觀，不容忽略。假設希子質量為126 GeV，則機率為8.5%。
比較稀有的是希子衰變為零質量光子，機率為0.2%，這過程中間需要經過費米子圈或Ｗ玻色子圈。由於光子的能量與動量可以非常準確地測量，衰變粒子的質量可以準確重建出來。所以，在探索低質量希子的實驗中，這過程非常重要。:10

### 另類模型
所有應用希格斯機制來解釋質量問題的模型中，最小標準模型只設定了一個複值二重態希格斯場，是最簡單的標準模型。其它模型的希格斯場可能會被延伸成具有更多二重態或三重態。雙希格斯二重態模型（two-Higgs-doublet models, 2HDM）設定了兩個複值二重態希格斯場，是在所有其它種模型中比較受到認可的模型，主要原因為:195
1. 在所有其它種模型中，它是最小、最簡單的模型。
2. 它能夠添加更多物理現象，例如，帶電荷的希子。
3. 它遵守標準模型的主要理論約束。
4. 低能量超對稱模型必須具有這種結構。

雙希格斯二重態模型預言五重態標量粒子的存在：兩個CP-偶性的中性希子 h0、H0，一個CP-奇性的中性希子 A0，和兩個帶電荷希子 H+、H-。不同版本的2HDM與最小標準模型的分辨方法主要建立於它們的耦合常數與希格斯衰變的分支比都不相同。在模型I裏，一個二重態能與所有種類的夸克耦合，另一個二重態則不能與任何夸克耦合。在模型II裏，一個二重態能與上型夸克（up-type quark）耦合，另一個二重態則與下型夸克（down-type quark）耦合。超對稱模型（SUSY）是標準模型的一種延伸，屬於2HDM模型II。在超對稱模型中，最小超對稱模型（MSSM）的希格斯機制產生的希子數量最少。在最小標準模型裏，希子質量基本而言是一個自由參數，只要小於TeV能量尺度就行。在MSSM裏，最輕的CP-偶性的中性希子h0的質量上限大約為110-135 GeV。假若希子質量在125 GeV左右，則MSSM的模型參數會被強列約束。
在藝彩理論（technicolor theory）裏，兩個強烈束縛的費米子所形成的粒子對扮演了希格斯場的角色。頂夸克凝聚理論（top quark condensate theory）提出希格斯場被頂夸克與反頂夸克共同組成的複合場替代的概念。有些模型完全不提供希格斯場，電弱對稱性破缺是倚賴額外維度來達成。

## 實驗探索
為了要製成希子，在粒子對撞機裏，兩道粒子束被加速到非常高能量，然後在粒子探測器裏相互碰撞，有時候，異乎尋常地，會因此生成產物希子。但是希子會在生成後會在非常短暫時間內發生衰變，無法直接被探測到，探測器只能記錄其所有衰變產物（「衰變特徵」），從這些實驗數據，重建衰變過程，假若符合希子的某種衰變道，則歸類為希子可能被生成事件。實際而言，很多種過程都會出現類似的衰變特徵。很慶幸地是，標準模型精確地預言所有可能衰變模式與對應的或然率，假若探測到更多能夠匹配希子衰變特徵的事件，而不是更多不同於希子衰變特徵的事件，則這應該是希子存在的強烈證據。
在大型強子對撞機裏，由於粒子碰撞生成希子的事件機率非常稀有，大約為百億分之一，很多其它種碰撞事件具有類似的衰變特徵，物理學者必須蒐集與分析幾百萬億個碰撞事件，只有顯示出與希子相同衰變特徵的事件才可被視為是可能的希子衰變事件。在確認發現新粒子之前，兩個獨立的粒子探測器（ATLAS與CMS）所觀測到的衰變特徵出自於背景隨機標準模型的事件機率，都必須低於百萬分之一，也就是說，觀測到的事件數量比沒有新粒子的事件數量，兩者之間相異的程度為5個標準差。更多碰撞數據能夠讓物理學者更為正確地辨認新粒子的物理性質，從而決定新粒子是否為標準模型所描述的希子，還是其它種假想粒子。
低能量實驗設施可能無法找到希子，必須建造一座高能量粒子對撞機，這對撞機還需要具有高亮度來確保蒐集到足夠的碰撞數據。另外，還需要高功能電腦設施來有序處理大量碰撞數據（大約25petabyte每年）。至2012年為止，它的附屬電腦設施，全球大型強子對撞機計算網格（Worldwide LHC Computing Grid）已處理了超過三百萬億（3×1014）個碰撞事件。這是全球最大的計算網格，隸屬於它的170個電算設施，散佈在36國家，是以分布式计算的模式連結在一起。

### 2012年7月4日以前的探索
最早大規模搜尋希子的實驗設施是歐洲核子研究組織的大型正負電子對撞機，它在1990年代開始運作，直到2000年為止，但它並沒有找到希子的確切存在證據，這是因為它的專長是精密測量粒子的性質。根據大型正負電子對撞機所收集到的數據，標準模型希子的質量下限被設定為114.4 GeV，置信水平95%。這意味著假若希子存在，則它應該會重於114.4 GeV/c2。
費米實驗室的兆電子伏特加速器繼承了先前搜尋希子的任務。1995年，它發現了頂夸克。為了搜尋希子，設施的功能被大大提升，但這並不能保證兆電子伏特加速器會發現希子。在那時期，它是唯一正在運作中的超級對撞機，大型強子對撞機正在建造，超導超大型加速器計畫已於1993年取消。歷經多年運作，兆電子伏特加速器只能對於更進一步排除希子質量值域做出貢獻，由於能量與亮度無法與建成的大型強子對撞機競爭，於2011年9月30日除役。從分析獲得的實驗數據，兆電子伏特加速器團隊排除希子的質量在100-103 GeV、147-180 GeV以內，置信水平95%。在能量115–140 GeV之間區域，超額事件的統計顯著性為2.5個標準差，這對應於在550次事件中，有一次事件是歸咎於統計漲落。這結果仍舊未能達到5個標準差，因此不能夠作定論。
歐洲核子研究組織的大型強子對撞機（LHC）的設計目標之一為能夠確認或排除希子的存在。在瑞士日內瓦附近鄉村的地底下，圓周為27 km的坑道裏，兩個質子束相撞在一起，最初以3.5 TeV每質子束（總共7 TeV），大約為兆電子伏特加速器的3.6倍，未來還可提升至2 × 7 TeV（總共14 TeV）。根據標準模型，假若希子存在，則這麼高能量的碰撞應該能夠將它揭露出來。這是史上最複雜的科學設施之一。在開啟測試後僅僅九天，由於磁鐵與磁鐵之間電接連缺陷，發生磁體失超事件，造成50多個超導磁鐵被毀壞、真空系統被汙染，整個運作被迫延遲了14個月，直到2009年11月才再度重新運作 。

2010年3月，LHC開始緊鑼密鼓地進行數據搜集與分析。2011年12月，LHC的兩個主要粒子探測器，超環面儀器（ATLAS）和緊湊緲子線圈（CMS）的實驗團隊，已將希子的可能質量值域縮小至115-130 GeV（ATLAS）與117-127 GeV （CMS）。另外，ATLAS在質量范围125-126 GeV探測到超額事件，統計顯著性為3.6個標準差，CMS在質量范围124 GeV探測到超額事件，統計顯著性為2.6個標準差。由於統計顯著性並不夠大，尚無法做結論或甚至正式當作一個觀察事件。但是，兩個探測器都獨立地在同樣質量附近檢測出超額事件，這事實使得粒子物理社團極其振奮，期望能夠在檢驗完畢2012年的碰撞數據之後，於明年年底排除或確認標準模型希子的存在。CMS團隊發言人吉多•桐迺立（Guido Tonelli）表示：「統計顯著性不夠大，無法做定論。直到今天為止，我們所看到的與背景漲落或與玻色子存在相符合。更仔細的分析與這精心打造的巨環在2012年所貢獻出的更多數據必定會給出一個答案。」

### 發現新玻色子
| |
| 費曼圖展示，被緊湊緲子線圈與超環面儀器探測到的低質量（～125GeV）可能候選希子的最乾淨製成與衰變道。對於這質量，最主要製成機制是膠子融合──兩個膠子經由一個夸克圈融合成希子。 左圖是「雙光子道」：希子經由一個夸克圈衰變為兩個光子。 右圖是「四輕子道」：希子衰變為兩個Z玻色子，每一個Z玻色子又輕子衰變為一個輕子與一個反輕子（電子或緲子）。 對於在這兩個探測實驗裏這些衰變道所做的分析，都達到統計顯著性大於5個標準差。 |

2012年6月22日，歐洲核子研究組織發表聲明，將要召開專題討論會與新聞發布會，報告關於尋找希子的最新研究結果。不消一刻，謠言傳遍了新聞媒體，記者們與一些物理學者紛紛猜測歐洲核子研究組織是否會正式宣布證實希子存在。
7月4日，歐洲核子研究組織举行專題討論會与新闻发布会宣布，緊湊緲子線圈发现质量为125.3±0.6 GeV的新玻色子，标准差为4.9；超環面儀器发现质量为126.5GeV的新玻色子标准差为4.6。物理學者认为这两个粒子可能就是希子。歐洲核子研究組織的所长说：“从一个外行人的角度来说，我们已经发现希子了；但从一个内行人的角度来说，我们还需要更多的数据。”
一旦將其它種類的緊湊緲子線圈相互作用納入計算，這兩個實驗達到局部統計顯著性5個標準差──錯誤機率低於百萬分之一。在新闻发布之前很長一段時間，兩個團隊彼此之間不能互通訊息，這樣才能確保每一個團隊得到的結果不會受到另一個團隊的影響而發生任何偏差，這也可以讓兩個團隊各自獨立得到的研究結果可以彼此相互核對。
如此規格的證據，通過兩個被隔離團隊與實驗的獨立確定，已達到確定發現所需要的正式標準。歐洲核子研究組織的治學態度非常嚴謹，不願意引人非議；歐洲核子研究組織表明，新發現的粒子與希子相符，但是物理學者尚未明確地認定這粒子就是希子，仍舊需要更進一步蒐集與分析數據才能夠做定論。換句話說，從實驗觀測顯示，新發現的玻色子可能是希子，很多物理學者都認為非常可能是希子，現在已經證實有一個新粒子存在，但仍舊需要更進一步研究這粒子，必需排除這粒子或許不是希子的任何可疑之處。
7月31日，歐洲核子研究組織的緊湊緲子線圈小組和超環面儀器小組分別提交了新的探測結果的論文，將這種疑似希子的粒子的質量確定為緊湊緲子線圈的125.3 GeV（統計誤差：±0.4、系統誤差：±0.5、統計顯著性：5.8個標準差）和超環面儀器的126.0 GeV（統計誤差：±0.4、系統誤差：±0.4、統計顯著性：5.9個標準差）。
2013年3月14日，歐洲核子研究組織發佈新聞稿表示，先前探測到的新粒子是希子。

### 確認希子

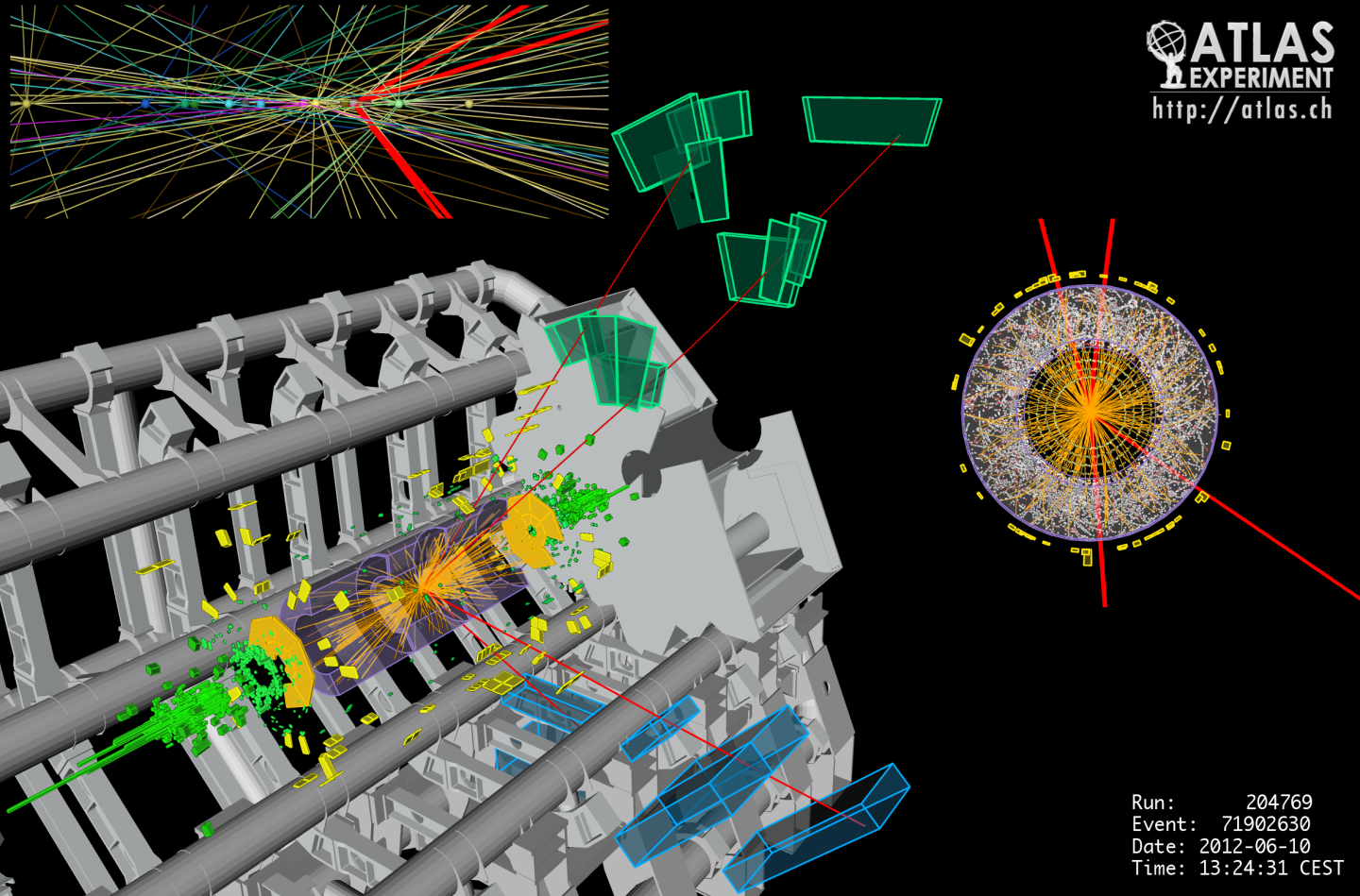
在超環面儀器裏，4-緲子候選事件示意圖。

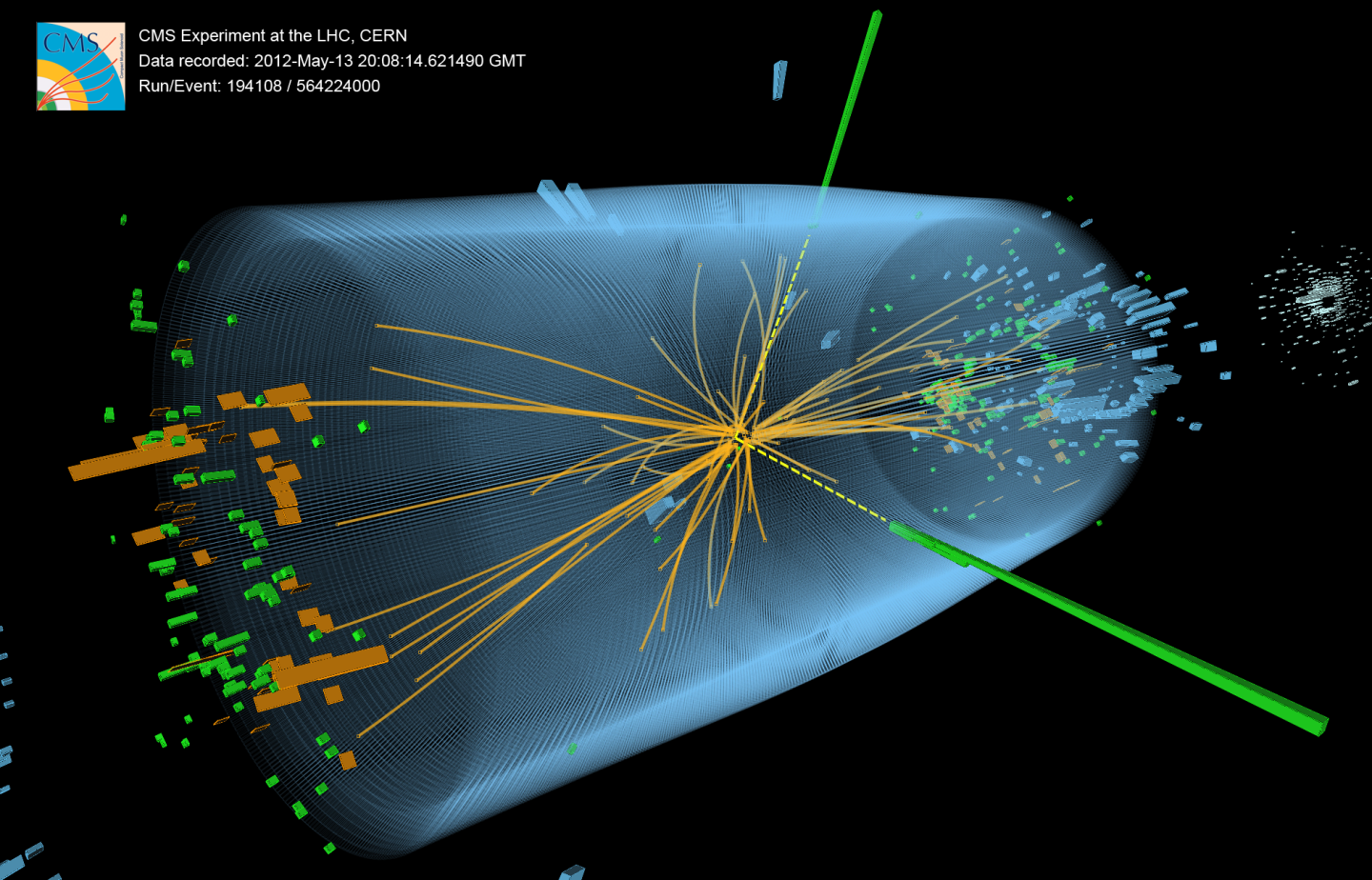
在緊湊緲子線圈探測器裏，從質心能量為8 TeV的質子-質子碰撞事件記錄數據製作出的三維繪景圖。

2013年3月14日，歐洲核子研究組織公開確認：
"緊湊緲子線圈小組與超環面儀器小組已對這粒子所擁有的自旋、宇稱可能會產生的狀況仔細分析比較，這些都指向零自旋與偶宇稱（符合標準模型的兩個對於希子的基要判據）。這事實，再加上測量到的新粒子與其它粒子彼此之間的相互作用，強烈顯示這就是希子。
這也是第一個被發現的基本標量粒子。以下列出幾個檢試這125GeV粒子是否為希子的實驗項目：
- 玻色子：只有玻色子才能夠衰變為兩個光子。從實驗已觀常到這125GeV粒子能夠衰變為兩個光子，因此，這粒子是玻色子。[21]
- 零自旋：這可以從檢驗衰變模式證實。在初始發現之時，觀察到125GeV粒子衰變為兩個光子，根據對稱性定律，可以排除自旋為1，剩下兩個候選自旋為0或2。這決定於衰變產物的運動軌道是否有嗜好方向，假若沒有，則自旋為0，否則，自旋為2。2013年3月，125GeV粒子的自旋正式確認為0。[2][21]
- 偶宇稱（正宇稱）：從研究衰變產物運動軌道的角度，可以查得到底是偶宇稱還是奇宇稱。有些理論主張，可能存在有膺標量（pseudoscalar ）希子，這種粒子擁有奇宇稱。2013年3月，125GeV粒子的宇稱暫時確認為正宇稱。[2][90]排除零自旋奇宇稱假說，置信水平超過99.9%。[91]
- 衰變道：標準模型已對希子的衰變模式給出詳細預測，這包括雙光子道、{\displaystyle W^{+}W^{-}} 道、{\displaystyle ZZ} 道、{\displaystyle b{\overline {b}}} 道、{\displaystyle \tau ^{+}\tau ^{-}} 道。LHC已於2013年觀察到雙光子道、{\displaystyle W^{+}W^{-}} 道、{\displaystyle ZZ} 道，證實希格斯場可以與玻色子相互作用。[74]LHC又於2014年觀察到其它兩種模式 {\displaystyle b{\overline {b}}} 道、{\displaystyle \tau ^{+}\tau ^{-}} 道，證實希格斯場可以與費米子相互作用。這意味著希子不只是衰變至傳遞作用力的玻色子，它還衰變至組成物質的費米子。[92]對於這些模式，實驗初始得到的分支比（branching ratio）或衰變率結果稍微高過預期值，意味著這粒子的物理行為可能更為怪異，但是，CMS團隊領導約瑟·英侃德拉（Joseph Incandela）認為，這分歧並不嚴峻。[21][93]
- 與質量相耦合：希子必須能夠通過希格斯場與質量相耦合，也就是說，與W玻色子、Z玻色子相耦合。對於標準模型希子而言，所涉及的耦合常數 {\displaystyle c_{V}=1} 。從分析LHC實驗得到的數據， {\displaystyle c_{V}} 在標準模型數值的 15%內，置信水平95%。[89][94][註 19]
- 高能量碰撞結果仍舊與先前一致：在大型強子對撞機2015年重新開啟之後，碰撞能量將達到設計的13 – 14 TeV，未來實驗將專注於尋找其它種類的希子（如同某些理論預測）與檢試其它版本的粒子理論，實驗獲得的高能量結果必須與希格斯理論一致。[95]

## “上帝粒子”
美国物理学家、1988年诺贝尔物理学奖获得者利昂·莱德曼曾著有粒子物理方面的科普书籍《上帝粒子：如果宇宙是答案，那么问题是什么？》，后来媒体也沿用了这一称呼，常常将希子称作是“上帝粒子”（The God Particle）。这一称呼激起了公众媒体对于希子的关注和兴趣。莱德曼说他以“上帝粒子”为这粒子命名是因为这粒子“在当今物理学中处于極為中心的位置，对我们理解物质的结构極為关键、也極為难以捉摸”。不过他也开玩笑地补充说另一个原因是“图书出版商不让他把这粒子称作‘該死的粒子（Goddamn Particle）’，尽管这別稱可能更恰当地表達了希子杳無蹤跡的性质以及人们为之所付出的代价與遭受到的挫折感。”
然而，许多科学家却不喜欢这一称呼，因为它过分强调了这粒子的重要性和太宗教化。而且即使这粒子被发现，物理學者仍舊無法回答一些關於強相互作用、电弱相互作用、引力相互作用的统一化问题，以及宇宙的起源問題；希格斯本人是無神論學者。
2009年，英国的《卫报》展开了一次重命名该粒子的競赛，并最终从提交的命名中选择了“香槟酒瓶玻色子”（champagne bottle boson）作为最佳命名。“香槟酒瓶的瓶底正好是希格斯势的形状，而且它常常在物理讲座中被用来作为图解。因此它絕非胡乱编造的名字，而是便於记忆、与物理实际相關的名字。”

## 参見
- 希格斯機制
- 希格斯場
- 希格斯玻色子的實驗探索
- 探尋希格斯玻色子時間軸
- 玻色-愛因斯坦統計